# Francesco Cantucci
Francesco Cantucci (ou Francesco Cantucci Perugino) (né probablement à Pérouse à une date inconnue et mort à Lorette le 26 novembre 1586) est un prélat catholique apostolique romain et en 1586 le premier évêque de la Sainte Maison de Lorette  dans la Marche d'Ancône .

## Biographie
Francesco Cantucci est probablement originaire de Pérouse en Ombrie.  
Il exerça partie de sa prélature à San Severino Marche dans la Marche d'Ancône. 
Le 23 mars 1586, Francesco Cantucci est nommé par Sixte V, lui-même originaire de la Marche d'Ancône, premier évêque de Lorette ,.

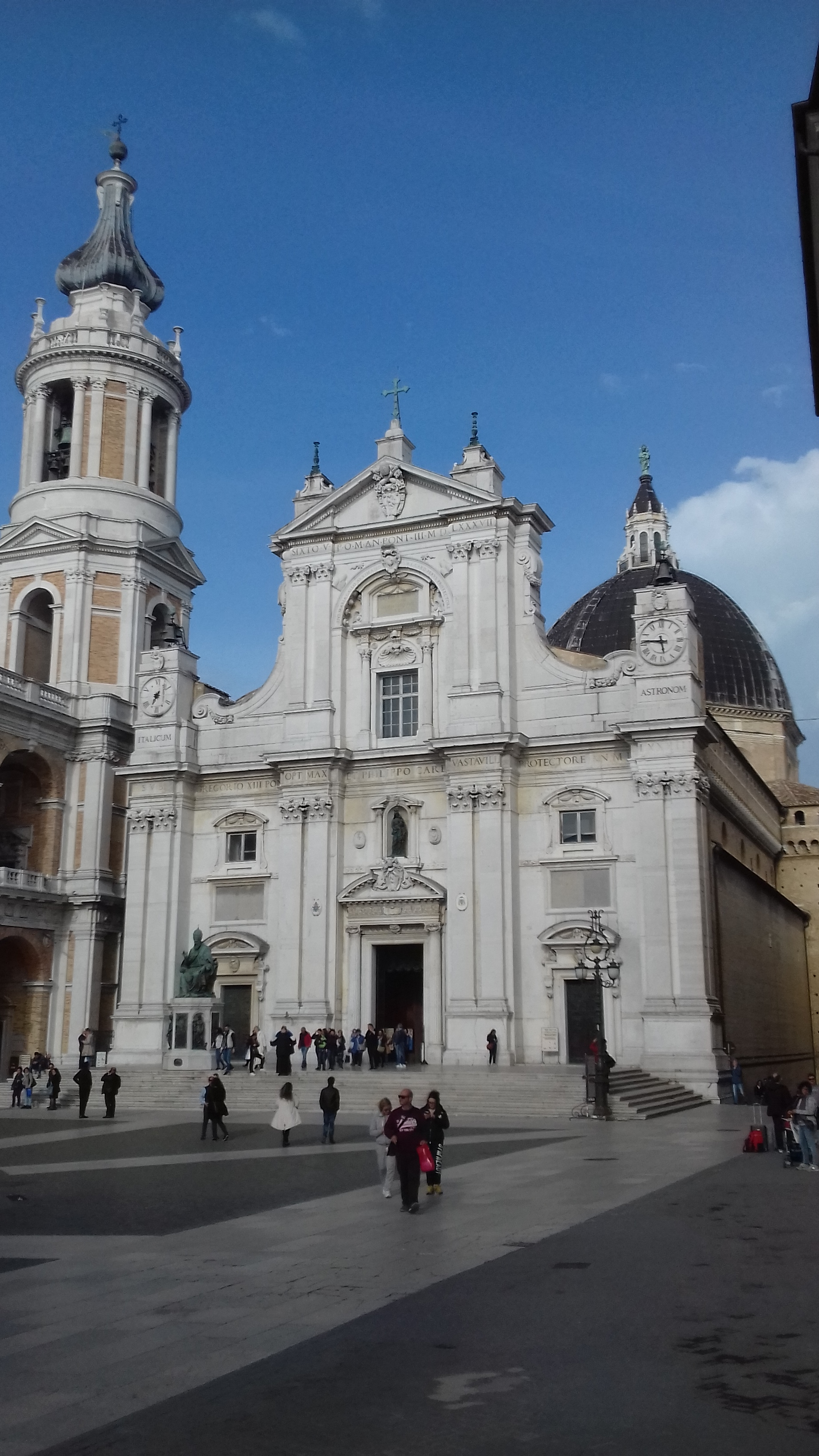
Basilique de la Sainte Maison de Lorette

A cette même date, Lorette est élevée au rang de Ville (Città), l'église de la Sainte Maison originelle de la Vierge Marie, est élevée au rang de Cathédrale à laquelle Sixte V confère la « Laurea Magistrale ». Les églises de Lorette et de Recanati sont unifiées, alors que Lorette ne comptait aucun évêque et Recanati pas moins de trente quatre.
Le 30 mars 1586, Francesco Cantucci est consacré évêque par Decio Azzolini, évêque de Cervia.   Aussi fut-il le premier évêque de Lorette, jusqu'à sa mort le 26 novembre 1586. Il demeura évêque quelques mois avant d’être remplacé par Rutilio Benzoni jusqu’en 1613.    
Son corps fut redécouvert dans le sanctuaire de Lorette, desséché mais intact[réf. nécessaire].

## Remarques
- La sainte Maison de Lorette possédait un buste de marbre blanc de l’évêque qui fut dérobé en 1797 par les troupes napoléoniennes.

- L’actuelle chapelle du mariage (cappella dello sposalizio) de la Basilique de Lorette portait jadis son nom.

- La Nativité de la Vierge d’Annibale Carrache, alors exposée dans La Chapelle Cantucci de la Basilique de Lorette fut propriété de ses héritiers avant d’être envoyée en 1798 au Louvre à la suite des prises de guerre romaines de Napoléon. L’œuvre était alors en prêt au Vatican pour qu’en soit réalisée une mosaïque.